# راينر مولر
راينر مولر (بالألمانية: Rainer Müller)‏ مواليد 30 يوليو 1946 في برلين، هو دراج ألماني سابق. سبق أن شارك في دورة الألعاب الأولمبية الصيفية.

## روابط خارجية
- راينر مولر على موقع أرشيف الدراجات (الإنجليزية)
- راينر مولر على موقع أوليمبيديا (الإنجليزية)